# 高橋省三郎
高橋 省三郎（たかはし しょうさぶろう、1886年（明治19年）10月4日 - 1980年（昭和55年）12月19日）は、大日本帝国陸軍軍人。最終階級は陸軍少将。

## 経歴
1886年（明治19年）に愛媛県で生まれた。陸軍士官学校第19期、陸軍大学校第29期卒業。1930年（昭和5年）12月に陸軍歩兵学校教官に就任し、1932年（昭和7年）8月に陸軍歩兵大佐に進級。1933年（昭和8年）8月に堺連隊区司令官に転じた。
1935年（昭和10年）6月に奄美大島要塞司令官に着任し、1937年（昭和12年）3月1日に陸軍少将に進級し待命、3月29日に予備役に編入された。
1947年（昭和22年）11月28日、公職追放仮指定を受けた。

## 栄典
勲章等
- 1940年（昭和15年）8月15日 - 紀元二千六百年祝典記念章[4]